# ورغمة (كونفدرالية قبلية)
كونفدرالية ورغمة (بالفرنسية: Confédération des Ouerghemma) هي اتحاد قبلي بربري تونسي ينتسب لقبيلة زناتة من الأمازيغ. تشكل منذ القرن السادس عشر في تحالف أمني واسع بين السكان القاطنين بين البحر والصحراء بسط نفوذه على منطقة شاسعة من الجنوب الشرقي التونسي جنوباً من واد الزاس بمارث إلا المنطقة الحدود التونسية - الليبية. كلمة ورغمة تعني من الأمازيغية (العرش أي تجمع قبلي يلتم). وقد لاحظ المستعمرون الفرنسيون الأوائل هذه الوحدة ووصفوها بكنفدرالية ورغمة ودولة ورغمة حيث ذكر المستعمر الفرنسي برتلٌون وجود دويلة بربرية تعيش شبه استقلال بين قابس وليبيا.
اليوم، كل العائلات التي تنتمي لهذه المجموعة لازالت موجودة، إلا أن المعنى الحقيقي لعبارة قبيلة لم يعد موجود، والنمط القبلي أصبح شبه مندثر منذ الستينات من القرن العشرين.

## أهم الفروع القبلية لإتحاد ورغمة
- التوازين: أولاد حامد، أولاد بوزيد، أولاد خليفة، أولاد مزطورة، أولاد عون الله، الملالحة، زليطن.
  - العدد التقريبي (1884): 8000
- الودارنة: أولاد سليم (أولاد شهيدة، أولاد دباب، الدغاغرة، العجاردة، الذهيبات، المقابلة، الغفافرة، المخالبة), أولاد عبد الحميد (الزرقان، حميدية، كرشاوة، عمارنة، عبابسية).
  - العدد التقريبي (1884): 20000
- غمراسن: غمراسن البلاد، قصر الحدادة.
  - العدد التقريبي (1884): 7000
- الجليدات: جليدات تطاوين (أولاد حامد، أولاد بوراس، أولاد عبد الجليل), جليدات بني بلال (أولاد محمد، أولاد بوجليدة، أولاد الحاج، أولاد عبد الحميد، الوطاوطة).
  - العدد التقريبي (1884): 6000
- عكارة: أولاد امحمد، أولاد بوعلي، الزاوية، أولاد عبد الدايم، الخلايفية، الموانسة.
  - العدد التقريبي (1884): 7000
- الخزور: الحرارزة، الطمارة، أولاد يوسف، أولاد بالقاسم، الخمايلية، تساوة.
  - العدد التقريبي (1884): 7000
- الحواية: الجباه، الجوامع، الملالة، أولاد عطية، الكارزة، أولاد مهدي.
  - العدد التقريبي (1884): 5000
- الجبالية: الدورات شنيني، قرماسة، قطوفة، بني بركة، بني يخزر، المقدمين، سدرة.
  - العدد التقريبي (1884): 8000
- عروش أخرى: الجلالطة، الربايع، غبنتن، الحدادة، مغالبة، مدنين.
  - العدد التقريبي (1884): 15000

## اللغة
تعرب عدد من سكان المنطقة اليوم بدءًا من أوائل القرن التاسع عشر وهذا السبب يرجع منذ فترة الحماية الفرنسية التي همشت اللغة الأمازيغية وادرجت تعليم عربي فرنسي[محل شك]. المعربين يتحدثون الدارجة التونسية بلكنة محلية نشأة من الأمازيغية والتي تأثرت بعض الشيء من الليبية سبب الاتصال القوي مع القطر الليبي فيما أن الباقي احتفظ باللغة الأمازيغية بلهجة زناتية قريبة من اللهجة الزوارية والنفوسية المجاورة المحكية في لبييا وبعض التقارب مع اللهجة الشاوية المحكية فالشرق الجزائري وذالك خاصةً فالمناطق المعزولة والتي همشت وكذالك الأوساط المحافظة.